# Micfalău
Micfalău é uma comuna romena localizada no distrito de Covasna, na região histórica da Transilvânia. A comuna possui uma área de 35.58 km² e sua população era de 1891 habitantes segundo o censo de 2007.